# Glenea superba
Glenea superba é uma espécie de escaravelho da família Cerambycidae. Foi descrita por Stephan von Breuning em 1958.  É encontrado na Índia.